# جیمی دریفتوود
جیمی دریفتوود (انگلیسی: Jimmy Driftwood؛ ۲۰ ژوئن ۱۹۰۷ – ۱۲ ژوئیهٔ ۱۹۹۸) یک موسیقی‌دان اهل ایالات متحده آمریکا بود. وی بین سال‌های ۱۹۲۵ تا ۱۹۷۵ میلادی فعالیت می‌کرد.